# Cueni (okręg Vâlcea)
Cueni – wieś w Rumunii, w okręgu Vâlcea, w gminie Roești. W 2011 roku liczyła 580 mieszkańców.